# NSTG Gablonz
Die Nationalsozialistische Turngemeinde Gablonz (kurz NSTG Gablonz) war ein deutscher Sportverein aus Gablonz im Reichsgau, dem heutigen Jablonec nad Nisou.

## Geschichte
Die NSTG trat das erste Mal in der Saison 1939/40 in der Gauliga Sudetenland an. Dort wurde die Mannschaft in die Staffel 2 eingeteilt und konnte gleich in der ersten Saison den ersten Tabellenplatz erreichen. Im abschließenden Finale um die Gaumeisterschaft scheiterte die NSTG aber dann in Brüx am Sieger der Staffel 1, der NSTG Graslitz, mit 2:1. In der nächsten Saison landete die Mannschaft in Gruppe 2. Durch deren zweimaliges nicht antreten wurde sie aber für den Spielbetrieb der laufenden Saison ausgeschlossen. In der Saison 1941/42 landete man am Ende mit 5:15 Punkten auf dem vorletzten Platz, stieg aber nicht ab. Am Ende der Saison 1942/43 stand die Mannschaft erneut auf dem fünften und damit vorletzten Platz, jedoch diesmal sogar mit 0:16 Punkten. Durch den Rückzug der NSTG Prosetitz im Dezember 1942 landeten diese auf dem letzten Platz. In der Saison 1943/44 stand mit 0:12 Punkten nun das erste Mal der letzte Platz am Ende Saison fest. Die folgende Saison wurde kriegsbedingt nach ein paar wenigen Spielen abgebrochen. Nach dem Ende des Krieges wurden alle Vereine aufgelöst.